# Pretzsch
Pretzsch est une municipalité allemande. Elle fait partie du district de l'arrondissement de Wittemberg dans le land de Saxe-Anhalt.

## Géographie
La ville se situe sur la rive gauche du fleuve Elbe.

## Histoire
Pretzsch est mentionnée pour la première fois en 981 dans les documents d'Otton II du Saint-Empire. Pendant la période communiste, le système des lander ayant été aboli la commune appartenait à la région de Halle.
Le Troisième Reich y installa une école de police notamment pour les services de sureté et de sécurité (SIPO-SD). Mi juin 1941 s'y est tenue une réunion de tous les officiers commandant les Einsatzgruppen pour y recevoir leurs instructions avant l'invasion de l'URSS.

## Personnalités liées à la commune
- Friedrich Wieck (1785-1873) musicien et professeur de musique.